# Niels Ferguson
Niels Ferguson (Eindhoven, 10 dicembre 1965) è un crittografo, scrittore e consulente olandese che attualmente lavora per Microsoft.
Ha lavorato con diversi altri crittografi, tra cui Bruce Schneier, per lo sviluppo di primitive crittografiche, il test di protocolli ed algoritmi, e la scrittura di documenti e libri.

## Lavori in ambito crittografico
Niels Ferguson ha contribuito alla stesura del cifrario a blocchi Twofish e del cifrario a flusso Helix.
Nel 1999 ha sviluppato insieme a Bruce Schneier ed a John Kelsey il generatore di numeri pseudo-casuali denominato Yarrow, da cui poi, sempre insieme a Schneier, ha derivato un altro algoritmo del genere, il Fortuna.
Nel 2001 ha dichiarato di aver violato il sistema di protezione HDCP incorporato nei lettori HD DVD e Blu-ray Disc (simile al Content Scrambling System dei DVD) ma non ha pubblicato la sua ricerca perché, citando il Digital Millennium Copyright Act del 1998, ha paura di ritorsioni legali.
Nel 2003 ha pubblicato, insieme a Schneier, il libro Crittografia pratica.
Alla conferenza CRYPTO del 2007 ha presentato, insieme a Dan Shumow, un documento in cui descrive una debolezza trovata nel generatore di numeri pseudo-casuali Dual EC DRBG.